# Rhithrogena klugei
Rhithrogena klugei is een haft uit de familie Heptageniidae. De wetenschappelijke naam van de soort is voor het eerst geldig gepubliceerd in 2010 door Tiunova.
De soort komt voor in het Palearctisch gebied.